# 튜플
튜플(tuple)은 셀 수 있는 수량의 순서 있는 열거이다. n 개의 요소를 가진 튜플을 n-튜플(n-tuple) 또는 n중쌍, n짝이라고 한다. 비어 있는 열은 유일한 0-튜플이다. 임의의 n-튜플은 순서쌍의 개념을 이용하여 재귀적으로 정의된다. 튜플은 다른 수학 개념들(예를 들어 벡터)을 나타내는 데에 자주 사용된다.
튜플은 보통 원소들을 괄호 '( )'안에 쉼표 ','로 구분되게 나열하여 표시한다. 5-튜플의 예를 들면 (2, 7, 4, 1, 7)와 같다. 때로는 대괄호 '[ ]'나 화살괄호 '< >'와 같은 다른 부호를 사용하기도 한다. 중괄호 '{ }'는 집합을 표시할 때 쓰이기 때문에 튜플 표시에는 사용하지 않는다.
컴퓨터 과학에서 튜플은 어떤 요소의 집합, 혹은 테이블에서의 행을 가리킨다(레코드와 동일한 의미). 단, 일반적인 집합과는 달리 중복이 허용될 수 있다.
튜플의 개념은 언어학과 철학에서도 사용된다.

## 길이에 따른 튜플의 이름
| 튜플의 길이, {\displaystyle n} | 이름               | 다른 이름                                                                     |
| ------------------------------ | ------------------ | ----------------------------------------------------------------------------- |
| 0                              | empty tuple        | null tuple / empty sequence / unit / 0튜플                                    |
| 1                              | monuple            | single / singleton / monad / 1튜플                                            |
| 2                              | couple             | double / ordered pair / two-ple / twin / dual / duad / dyad / twosome / 2튜플 |
| 3                              | triple             | treble / triplet / triad / ordered triple / threesome                         |
| 4                              | quadruple          | quad / tetrad / quartet / quadruplet                                          |
| 5                              | quintuple          | pentuple / quint / pentad                                                     |
| 6                              | sextuple           | hextuple / hexad                                                              |
| 7                              | septuple           | heptuple / heptad                                                             |
| 8                              | octuple            | octa / octet / octad / octuplet                                               |
| 9                              | nonuple            | nonad / ennead                                                                |
| 10                             | decuple            | decad / decade (antiquated)                                                   |
| 11                             | undecuple          | hendecuple / hendecad                                                         |
| 12                             | duodecuple         | dozen / duodecad                                                              |
| 13                             | tredecuple         | baker's dozen                                                                 |
| 14                             | quattuordecuple    | double septuple                                                               |
| 15                             | quindecuple        | triple quintuple                                                              |
| 16                             | sexdecuple         | quadruple quadruple                                                           |
| 17                             | septendecuple      |                                                                               |
| 18                             | octodecuple        |                                                                               |
| 19                             | novemdecuple       |                                                                               |
| 20                             | vigintuple         |                                                                               |
| 21                             | unvigintuple       |                                                                               |
| 22                             | duovigintuple      |                                                                               |
| 23                             | trevigintuple      |                                                                               |
| 24                             | quattuorvigintuple |                                                                               |
| 25                             | quinvigintuple     |                                                                               |
| 26                             | sexvigintuple      |                                                                               |
| 27                             | septenvigintuple   |                                                                               |
| 28                             | octovigintuple     |                                                                               |
| 29                             | novemvigintuple    |                                                                               |
| 30                             | trigintuple        |                                                                               |
| 31                             | untrigintuple      |                                                                               |
| 32                             | duotrigintuple     |                                                                               |
| 40                             | quadragintuple     |                                                                               |
| 41                             | unquadragintuple   |                                                                               |
| 50                             | quinquagintuple    |                                                                               |
| 60                             | sexagintuple       |                                                                               |
| 70                             | septuagintuple     |                                                                               |
| 80                             | octogintuple       |                                                                               |
| 90                             | nongentuple        |                                                                               |
| 100                            | centuple           |                                                                               |
| 1,000                          | milluple           | chiliad                                                                       |

## 성질
튜플의 기본 성질은 두 튜플이 같을 필요충분조건으로 나타내어진다. 일반적으로 두 n-튜플
{\displaystyle (a_{1},a_{2},\ldots ,a_{n})}
{\displaystyle (b_{1},b_{2},\ldots ,b_{n})}
이 같다는 건 같은 위치의 성분이 각각 같다는 것, 즉 다음과 동치이다.
{\displaystyle a_{1}=b_{1},a_{2}=b_{2},\ldots ,a_{n}=b_{n}}
때문에 튜플은 집합과 구분되는 여러 성질을 갖는다.
1. 중복된 원소가 있을 수 있다. 튜플의 원소를 중복해서 쓰면 다른 튜플이 된다. 예: (1, 2, 3) ≠ (1, 2, 2, 3), 하지만 집합 {1, 2, 3} = {1, 2, 2, 3}
2. 정해진 순서가 있다. 튜플의 원소의 순서를 바꾸면 다른 튜플이 될 수 있다. 예: (1, 2, 3) ≠ (3, 2, 1), 하지만 집합 {1, 2, 3} = {3, 2, 1}
3. 튜플의 원소의 개수는 유한하다. 하지만 집합, 중복집합은 원소 개수가 무한할 수도 있다.

## 정의법
튜플에게 위의 성질을 부여할 수 있는 정의법으로 다음이 있다.

### 함수
n-튜플을 튜플의 성분들의 첨수들의 집합을 정의역, 튜플의 성분들이 이루는 집합을 공역으로 하는 함수로 정의할 수 있다. 즉 형식적으로
{\displaystyle (a_{1},a_{2},\ldots ,a_{n})\equiv (X,Y,F)}
여기서
{\displaystyle X=\{1,2,\ldots ,n\}}
{\displaystyle Y=\{a_{1},a_{2},\ldots ,a_{n}\}}
{\displaystyle F=\{(1,a_{1}),(2,a_{2}),\ldots ,(n,a_{n})\}}
덜 형식적인 표현은 다음과 같다.
{\displaystyle (a_{1},a_{2},\ldots ,a_{n}):=(F(1),F(2),\ldots ,F(n))}

### 내포된 순서쌍
집합론에서 쓰이는 한 가지 방법은 튜플을 내포된(nested) 순서쌍으로서 정의하는 것이다. 순서쌍은 미리 정의하여야 한다.
1. 0-튜플, 즉 비어있는 튜플은 공집합 ∅로 정의한다.
2. 양의 정수 n에 대해, n-튜플은 n-튜플의 첫 성분을 첫 성분으로 하고, 나머지 성분들로 이루어진 (n-1)-튜플을 둘째 성분으로 하는 순서쌍이다.
{\displaystyle (a_{1},a_{2},a_{3},\ldots ,a_{n})=(a_{1},(a_{2},a_{3},\ldots ,a_{n}))}

이 정의를 조금 큰 n에 대해 펼쳐보면 다음과 같다.
{\displaystyle (a_{1},a_{2},a_{3},\ldots ,a_{n})=(a_{1},(a_{2},(a_{3},(\ldots ,(a_{n-2},(a_{n-1},(a_{n},\emptyset )))\ldots ))))}
예를 들면
{\displaystyle (1,2,3,4)=(1,(2,3,4))=(1,(2,(3,4)))=(1,(2,(3,(4,\emptyset ))))}
위 정의에서 방향만 바뀐 경우인 다음의 정의법도 있다.
1. 0-튜플은 공집합이다.
2. n > 0에 대해, n-튜플은 다음과 같은 순서쌍이다.
{\displaystyle (a_{1},a_{2},\ldots ,a_{n-1},a_{n})=((a_{1},a_{2},\ldots ,a_{n-1}),a_{n})}

### 내포된 집합
두번째 정의법에서 순서쌍의 쿠라토프스키 정의를 쓰면 튜플을 집합만으로 정의내릴 수 있다.
1. 0-튜플은 공집합 ∅이다.
2. x를 n-튜플 (a1, a2,... , an)이라 하자. 끝에 b를 추가한 튜플 x→b = (a1, a2,... , an, b)는 다음과 같은 집합이다.
{\displaystyle x\rightarrow b\equiv \{\{x\},\{x,b\}\}}

예를 들면
{\displaystyle {\begin{array}{lclcl}()&&&=&\emptyset \\&&&&\\(1)&=&()\rightarrow 1&=&\{\{()\},\{(),1\}\}\\&&&=&\{\{\emptyset \},\{\emptyset ,1\}\}\\&&&&\\(1,2)&=&(1)\rightarrow 2&=&\{\{(1)\},\{(1),2\}\}\\&&&=&\{\{\{\{\emptyset \},\{\emptyset ,1\}\}\},\\&&&&\{\{\{\emptyset \},\{\emptyset ,1\}\},2\}\}\\&&&&\\(1,2,3)&=&(1,2)\rightarrow 3&=&\{\{(1,2)\},\{(1,2),3\}\}\\&&&=&\{\{\{\{\{\{\emptyset \},\{\emptyset ,1\}\}\},\\&&&&\{\{\{\emptyset \},\{\emptyset ,1\}\},2\}\}\},\\&&&&\{\{\{\{\{\emptyset \},\{\emptyset ,1\}\}\},\\&&&&\{\{\{\emptyset \},\{\emptyset ,1\}\},2\}\},3\}\}\\\end{array}}}

## m원소 집합의n-튜플
이산수학, 특히 조합론과 (유한) 확률론에서, n-튜플은 세기 문제 등 다양한 곳에서 등장하며, 덜 엄밀하게 길이 n의 순서있는 목록으로서 처리된다. m 개의 원소를 가진 집합에서 원소를 취한 n-튜플을 중복순열이라고 부른다. 이러한 튜플의 수는 mn이다(곱 규칙에 의해). 다른 관점에서, 집합 S의 크기가 m이라면, 곱집합 S × S × ... × S의 크기는 mn이다.

## 같이 보기
- 순서쌍
- 열
- 형식 언어
- 관계 (수학)

## 참고 문헌
- D'Angelo, John P.; West, Douglas B. (2000), 《Mathematical Thinking / Problem-Solving and Proofs》 2판, Prentice-Hall, ISBN 978-0-13-014412-6
- Devlin, Keith (1993). 《The Joy of Sets》 2판. Springer Verlag. 7–8쪽. ISBN 0-387-94094-4.
- Abraham Adolf Fraenkel; Yehoshua Bar-Hillel; Azriel Lévy (1973). 《Foundations of set theory》. Elsevier Studies in Logic 67 2차 개정판. 33쪽. ISBN 0-7204-2270-1.
- Takeuti, Gaisi; Zaring, Wilson M. (1971). 《現代集合論入門》 [현대집합론입문]. Graduate Texts in Mathematics (일본어) 1. New York-Berlin: Springer-Verlag. 14쪽. ISBN 0-387-90683-5.
- Tourlakis, George J. (2003). 《Lecture Notes in Logic and Set Theory》. 2: Set theory. Cambridge University Press. 182–193쪽. ISBN 978-0-521-75374-6.

- Takeuti, Gaisi; Zaring, Wilson M. (1971), 《Introduction to axiomatic set theory》, Graduate Texts in Mathematics 1, New York-Berlin: Springer-Verlag, ISBN 0-387-90683-5, MR 0349390